# Lago di Magazzolo
Il lago di Magazzolo è un bacino artificiale della Sicilia, formato attraverso lo sbarramento dell'omonimo corso d'acqua per mezzo della diga Castello. Si trova nei territori dei comuni di Alessandria della Rocca e Bivona, nel libero consorzio comunale di Agrigento, nell'area dei monti Sicani.

## Descrizione
L'Ente Sviluppo Agricolo della Regione Siciliana avviò il progetto per la realizzazione della diga Castello nella seconda metà degli anni sessanta, ma i lavori, compiuti dalla società Antares srl, cominciarono nel 1976 e terminarono nel 1985.
Attualmente è uno degli invasi più grandi della Sicilia occidentale. Le sue acque sono impiegate per uso civile in favore di un consorzio di comuni della provincia di Agrigento che a tale scopo impiega l'impianto di potabilizzazione di Santo Stefano Quisquina. Inoltre, specialmente nei mesi estivi, le acque dell'invaso servono le esigenze irrigue dei terreni situati nelle valli dei fiumi Verdura, Magazzolo e Platani.
Dal 2009 è in esercizio un impianto di sollevamento che assicura il collegamento idrico Sosio-Verdura-Diga Castello, che assicura una portata di 400 litri al secondo.